# Kvinnan i snön
Kvinnan i snön (fransk originaltitel: Les Granges brûlées) är en fransk dramafilm från 1973 regisserad av Jean Chapot. Den hade premiär den 30 maj 1973.
Filmens soundtrack skrevs av Jean Michel Jarre. Det gavs ut som album med titeln Les Granges brûlées.

## Handling
En ung kvinna påträffas mördad nära en bondgård. Domaren Pierre Larcher (spelad av Alain Delon) misstänker de boende, Rose och Pierre Cateux (Simone Signoret och Paul Crauchet).